# Ширта
 Ширта  — деревня в Тоншаевском муниципальном округе Нижегородской области.

## География
Деревня находится в северо-восточной части Нижегородской области, на расстоянии приблизительно 6 километров по прямой на юг-юго-запад от посёлка Пижма.

## Население
Постоянное население составляло 137 человек (русские 93%) в 2002 году, 115 в 2010.